# Daniel Rincón
Pour les articles homonymes, voir Rincón.
Rincón  Quintana est un nom espagnol. Le premier nom de famille, en général paternel, est Rincón ; le second, en général maternel, souvent omis, est Quintana.
Daniel Rincón (né le 4 décembre 1975 à Duitama) est un coureur cycliste colombien. Actif des années 1990 à 2010, il a été champion de Colombie sur route en 2001 et champion panaméricain sur route l'année suivante. Son frère Oliverio a également été cycliste professionnel

## Palmarès
- 1997
  - 3e de la Vuelta de la Juventud
- 2000
  - 1re et 3e étapes de la Vuelta a Antioquia
  - 4e étape de la Vuelta a Cundinamarca
  - 2e de la Vuelta a Antioquia
- 2001
  -  Champion de Colombie sur route
- 2002
  -  Champion panaméricain sur route
  - Clásica de Fusagasugá
  - 3e étape du Clásico RCN
  - 2e du Clásico RCN
- 2003
  - 4e étape du Tour de Colombie
- 2005
  - 8e étape du Tour de Colombie
  - 2e de la Vuelta al Tolima
- 2006
  - 10e étape du Tour de Colombie (contre-la-montre par équipes)
  - 2e du Tour de Colombie
- 2007
  - Vuelta a Cundinamarca :
    - Classement général
    - 2e et 3e (contre-la-montre) étapes

  - 1re étape de la Vuelta a Boyacá
- 2008
  - Clásica Nacional Marco Fidel Suárez (es) :
    - Classement général
    - 4e étape (contre-la-montre)

  - 1re étape de la Vuelta a Boyacá
- 2009
  - 2e étape de la Vuelta a Cundinamarca
  - 3e de la Clásica de Rionegro
- 2010
  - 4e étape du Doble Sucre Potosi GP Cemento Fancesa
  - 2e du Tour du Mexique
- 2011
  - 2e étape de la Clásica Internacional de Tulcán (es)